# Süd (okręg administracyjny Bremerhaven)

Okręgi administracyjne i dzielnice

Süd – okręg administracyjny (niem. Stadtbezirk) w Bremerhaven, w Niemczech, w kraju związkowym Brema.  
W skład okręgu administracyjnego wchodzi pięć dzielnic (Stadtteil):
1. Fischereihafen
2. Geestemünde
3. Schiffdorferdamm
4. Surheide
5. Wulsdorf